# Persone di nome Niccolò
| Questa pagina contiene informazioni ricavate automaticamente dalle voci biografiche con l'ausilio del template Bio e di un bot. L'aggiornamento è periodico e automatico e ricostruisce completamente la pagina. Se manca una persona in questa lista, sei pregato di non aggiungerla, ma accertati piuttosto che la sua voce biografica contenga il template Bio e che i dati anagrafici siano correttamente compilati. Se il template Bio manca, inseriscilo tu stesso o, in alternativa, metti l'avviso {{tmp\|Bio}} che ne segnala la mancanza. Se i dati riportati sono sbagliati, correggi direttamente la voce biografica; le modifiche saranno visibili in questa lista entro pochi giorni. Per chiarimenti vedi il progetto antroponimi. La lista contiene solo le 286 persone che sono citate nell'enciclopedia e per le quali è stato implementato correttamente il template Bio. Pagina aggiornata al 6 ago 2025. |

Questa è una lista di persone presenti nell'enciclopedia che hanno il nome Niccolò, suddivise per attività principale.

## Ammiragli(1)
- Niccolò Pisani, ammiraglio italiano (Venezia - Venezia, † 1355)

## Anatomisti(1)
- Niccolò Massa, anatomista italiano (Venezia, n. 1489 - Venezia, † 1569)

## Arbitri di calcio(1)
- Niccolò Baroni, arbitro di calcio italiano (Fiesole, n. 1983)

## Archeologi(1)
- Niccolò Persichetti, archeologo e filologo italiano (L'Aquila, n. 1849 - L'Aquila, † 1915)

## Architetti(3)
- Niccolò Carletti, architetto, matematico e topografo italiano (Napoli, n. 1723 - Napoli, † 1796)
- Niccolò Francesco Maffei, architetto italiano (Messina, n. 1607 - Messina, † 1671)
- Niccolò Matas, architetto italiano (Ancona, n. 1798 - Firenze, † 1872)

## Arcivescovi cattolici(5)
- Niccolò Brancaccio, arcivescovo cattolico e cardinale italiano (Napoli - Firenze, † 1412)
- Niccolò Ciafaglione, arcivescovo cattolico italiano (Alcamo, n. 1716 - † 1789)
- Niccolò Piccolomini, arcivescovo cattolico italiano (Siena - Siena, † 1467)
- Niccolò Tedeschi, arcivescovo cattolico e giurista italiano (Catania, n. 1386 - Palermo, † 1445)
- Niccolò d'Aiello, arcivescovo cattolico e politico italiano († 1221)

## Artigiani(2)
- Niccolò Landi, artigiano italiano
- Il Caparra, artigiano italiano

## Astronomi(2)
- Niccolò Cacciatore, astronomo italiano (Casteltermini, n. 1770 - Palermo, † 1841)
- Niccolò Copernico, astronomo, matematico e prete polacco (Toruń, n. 1473 - Frombork, † 1543)

## Attori(4)
- Niccolò Calvagna, attore italiano (Roma, n. 2006)
- Niccolò Centioni, attore italiano (Roma, n. 1993)
- Accursio Di Leo, attore e regista italiano (Caltabellotta, n. 1917 - Palermo, † 1997)
- Niccolò Senni, attore italiano (Roma, n. 1983)

## Attori teatrali(1)
- Niccolò Barbieri, attore teatrale e commediografo italiano (Vercelli, n. 1576 - Modena, † 1641)

## Avventurieri(1)
- Niccolò Manucci, avventuriero e medico italiano (Venezia, n. 1638)

## Avvocati(3)
- Niccolò Ferracciu, avvocato e politico italiano (Calangianus, n. 1815 - Roma, † 1892)
- Niccolò Ghedini, avvocato e politico italiano (Padova, n. 1959 - Milano, † 2022)
- Niccolò Nobili, avvocato, imprenditore e politico italiano (Firenze, n. 1830 - Firenze, † 1900)

## Banchieri(3)
- Niccolò degli Alberti, banchiere, diplomatico e mecenate italiano (Firenze - † 1377)
- Niccolò Bonsignori, banchiere e politico italiano
- Niccolò Papadopoli, banchiere, politico e numismatico italiano (Venezia, n. 1841 - Roma, † 1922)

## Biografi(1)
- Niccolò Gherardini, biografo italiano (Firenze, n. 1604 - Firenze, † 1678)

## Calciatori(7)
- Niccolò Belloni, calciatore italiano (Massa, n. 1994)
- Niccolò Corrado, calciatore italiano (Firenze, n. 2000)
- Niccolò Galli, calciatore italiano (Firenze, n. 1983 - Bologna, † 2001)
- Niccolò Giannetti, calciatore italiano (Siena, n. 1991)
- Niccolò Pierozzi, calciatore italiano (Firenze, n. 2001)
- Niccolò Pisilli, calciatore italiano (Roma, n. 2004)
- Niccolò Zanellato, calciatore italiano (Milano, n. 1998)

## Canoisti(1)
- Niccolò Ferrari, canoista italiano (Padova, n. 1987)

## Canottieri(1)
- Niccolò Mornati, canottiere italiano (Milano, n. 1980)

## Cantautori(3)
- Niccolò Agliardi, cantautore e compositore italiano (Milano, n. 1974)
- Niccolò Fabi, cantautore italiano (Roma, n. 1968)
- Ultimo, cantautore italiano (Roma, n. 1996)

## Cardinali(21)
- Niccolò Acciaiuoli, cardinale italiano (Firenze, n. 1630 - Roma, † 1719)
- Niccolò d'Acciapaccio, cardinale e arcivescovo cattolico italiano (Sorrento, n. 1382 - Roma, † 1447)
- Niccolò Albergati, cardinale e vescovo cattolico italiano (Bologna, n. 1373 - Siena, † 1443)
- Niccolò Alberti, cardinale e vescovo cattolico italiano (Prato - Avignone, † 1321)
- Niccolò Ardinghelli, cardinale italiano (Firenze, n. 1503 - Roma, † 1547)
- Niccolò Capocci, cardinale e vescovo cattolico italiano (Roma - Montefiascone, † 1368)
- Niccolò Caracciolo Moschino, cardinale italiano (Napoli - Roma, † 1389)
- Niccolò Caracciolo, cardinale italiano (Villa Santa Maria, n. 1658 - Capua, † 1728)
- Niccolò Cybo, cardinale italiano (Genova - Roma, † 1499)
- Niccolò Fieschi, cardinale e arcivescovo cattolico italiano (Genova, n. 1456 - Roma, † 1524)
- Niccolò Forteguerri, cardinale e vescovo cattolico italiano (Pistoia, n. 1419 - Viterbo, † 1473)
- Niccolò Gaddi, cardinale e vescovo cattolico italiano (Firenze, n. 1499 - Firenze, † 1552)
- Niccolò Maria Lercari, cardinale e arcivescovo cattolico italiano (Taggia, n. 1675 - Roma, † 1757)
- Niccolò Chiaramonte, cardinale e vescovo cattolico italiano (Sicilia - Roma, † 1227)
- Niccolò Oddi, cardinale e arcivescovo cattolico italiano (Perugia, n. 1715 - Arezzo, † 1767)
- Niccolò Pandolfini, cardinale e vescovo cattolico italiano (Firenze, n. 1440 - Pistoia, † 1518)
- Niccolò Radulovich, cardinale e arcivescovo cattolico italiano (Polignano, n. 1627 - Roma, † 1702)
- Niccolò Ridolfi, cardinale e arcivescovo cattolico italiano (Firenze, n. 1501 - Roma, † 1550)
- Niccolò Schomberg, cardinale e arcivescovo cattolico italiano (Meissen, n. 1472 - Roma, † 1537)
- Niccolò Serra, cardinale e arcivescovo cattolico italiano (Genova, n. 1708 - Ferrara, † 1767)
- Niccolò del Giudice, cardinale italiano (Napoli, n. 1660 - Roma, † 1743)

## Cestisti(5)
- Niccolò De Vico, cestista italiano (Monza, n. 1994)
- Niccolò Filoni, cestista italiano (L'Aquila, n. 2001)
- Niccolò Mannion, cestista italiano (Siena, n. 2001)
- Niccolò Martinoni, cestista italiano (Varese, n. 1989)
- Niccolò Squarcina, ex cestista italiano (Torino, n. 1983)

## Chitarristi(1)
- Niccolò Bossini, chitarrista e cantautore italiano (Reggio Emilia, n. 1978)

## Ciclisti su strada(1)
- Niccolò Bonifazio, ex ciclista su strada italiano (Cuneo, n. 1993)

## Compositori(6)
- Niccolò Castiglioni, compositore e pianista italiano (Milano, n. 1932 - Milano, † 1996)
- Niccolò Jommelli, compositore italiano (Aversa, n. 1714 - Napoli, † 1774)
- Niccolò Moretti, compositore e organista italiano (Breda di Piave, n. 1764 - Treviso, † 1821)
- Niccolò da Perugia, compositore italiano
- Niccolò Piccinni, compositore italiano (Bari, n. 1728 - Passy, † 1800)
- Niccolò van Westerhout, compositore italiano (Mola di Bari, n. 1857 - Napoli, † 1898)

## Condottieri(18)
- Niccolò Alamanni, condottiero italiano (Firenze)
- Niccolò Bonsignori II, condottiero italiano († 1348)
- Niccolò da Fogliano, condottiero italiano (Reggio nell'Emilia)
- Niccolò III Malatesta, condottiero italiano (n. 1591 - Istria, † 1633)
- Niccolò I Malatesta, condottiero italiano († 1374)
- Niccolò II Malatesta, condottiero italiano (Firenze, † 1464)
- Niccolò da Montefeltro, condottiero italiano (n. 1319 - † 1367)
- Niccolò Orsini, condottiero italiano (Pitigliano, n. 1442 - Lonigo, † 1510)
- Niccolò Pallavicino, condottiero italiano († 1494)
- Niccolò Pelliccione, condottiero italiano (Canzo - Lombardia, † 1532)
- Niccolò Piccinino, condottiero italiano (Perugia, n. 1386 - Cusago, † 1444)
- Niccolò Pico, condottiero italiano († 1328)
- Niccolò Maria Rangoni, condottiero italiano (Bomporto, n. 1455 - Bologna, † 1500)
- Niccolò Terzi il Vecchio, condottiero italiano (n. 1327 - Bergamo, † 1398)
- Niccolò de' Terzi, il Guerriero, condottiero italiano (Mantova)
- Niccolò Vitelli, condottiero italiano (Città di Castello, n. 1414 - Città di Castello, † 1486)
- Niccolò II Vitelli, condottiero italiano (Città di Castello, n. 1496 - Città di Castello, † 1529)
- Niccolò II da Correggio, condottiero e letterato italiano (Ferrara, n. 1450 - Ferrara, † 1508)

## Conduttori televisivi(1)
- Niccolò Torielli, conduttore televisivo e conduttore radiofonico italiano (Milano, n. 1984)

## Critici letterari(1)
- Niccolò Gallo, critico letterario e curatore editoriale italiano (Roma, n. 1912 - Orbetello, † 1971)

## Dirigenti d'azienda(1)
- Niccolò Introna, dirigente d'azienda italiano (Bari, n. 1868 - Roma, † 1955)

## Drammaturghi(1)
- Niccolò Alticozzi, commediografo italiano (Cortona)

## Economisti(1)
- Nicolò Palmieri, economista, storico e politico italiano (Termini Imerese, n. 1778 - Villalba, † 1837)

## Editori(2)
- Niccolò Giannotta, editore italiano (Catania, n. 1846 - Catania, † 1914)
- Niccolò Pezzana, editore italiano

## Esploratori(1)
- Niccolò de' Conti, esploratore italiano (Chioggia, n. 1395 - † 1469)

## Fantini(1)
- Niccolò Chiarini, fantino italiano (Siena, n. 1784 - Siena, † 1836)

## Filantropi(1)
- Niccolò Puccini, filantropo e mecenate italiano (Pistoia, n. 1799 - Pistoia, † 1852)

## Fotografi(1)
- Niccolò Biddau, fotografo italiano (Torino, n. 1966)

## Francescani(3)
- Niccolò da Poggibonsi, francescano italiano
- Niccolò di Lira, francescano e teologo francese (Lira - Parigi, † 1349)
- Niccolò da Osimo, francescano, teologo e scrittore italiano (Osimo - Roma, † 1453)

## Generali(2)
- Niccolò Nicchiarelli, generale italiano (Castiglione del Lago, n. 1898 - Milano, † 1969)
- Niccolò Picingli, generale bizantino

## Gesuiti(7)
- Niccolò Albergati-Ludovisi, gesuita, arcivescovo cattolico e cardinale italiano (Bologna, n. 1608 - Roma, † 1687)
- Niccolò Cabeo, gesuita, filosofo e matematico italiano (Ferrara, n. 1586 - Genova, † 1650)
- Niccolò Gianpriamo, gesuita, missionario e astronomo italiano (Aversa, n. 1686 - Napoli, † 1759)
- Niccolò Longobardi, gesuita italiano (Caltagirone, n. 1565 - Pechino, † 1654)
- Niccolò Orlandini, gesuita, storico e umanista italiano (Firenze, n. 1553 - Roma, † 1606)
- Niccolò Maria Pallavicino, gesuita, scrittore e teologo italiano (Genova, n. 1621 - Roma, † 1692)
- Niccolò Zucchi, gesuita, astronomo e fisico italiano (Parma, n. 1586 - Roma, † 1670)

## Giornalisti(2)
- Niccolò Bellagamba, giornalista italiano (Firenze, n. 1969)
- Niccolò Giani, giornalista e filosofo italiano (Muggia, n. 1909 - Mali Scindeli, † 1941)

## Giuristi(2)
- Niccolò Lami, giurista italiano (Empoli, n. 1793 - Firenze, † 1863)
- Niccolò Piccinni, giurista e poeta italiano (Castelsaraceno, n. 1704 - Napoli, † 1768)

## Grammatici(1)
- Giosafatte Biagioli, grammatico e lessicografo italiano (Vezzano Ligure, n. 1769 - Parigi, † 1830)

## Imprenditori(1)
- Niccolò Branca, imprenditore, umanista e scrittore italiano (n. 1957)

## Incisori(2)
- Niccolò Billy, incisore italiano
- Niccolò Boldrini, incisore e illustratore italiano (Vicenza - Venezia)

## Insegnanti(1)
- Niccolò Leonico Tomeo, docente italiano (Venezia, n. 1456 - Padova, † 1531)

## Latinisti(1)
- Niccolò Vecchietti, latinista, scrittore e poeta italiano (Cologna Veneta, n. 1801 - Cologna Veneta, † 1871)

## Letterati(5)
- Niccolò degli Agostini, letterato italiano (Venezia)
- Niccolò Amenta, letterato e drammaturgo italiano (Napoli, n. 1659 - Napoli, † 1719)
- Niccolò Biffi, letterato italiano (Bergamo, n. 1625 - Bergamo)
- Niccolò Niccoli, letterato e umanista italiano (Firenze, n. 1365 - Firenze, † 1437)
- Niccolò Ragnina, letterato italiano (Ragusa, n. 1494 - Ragusa, † 1582)

## Linguisti(1)
- Niccolò Tommaseo, linguista, scrittore e patriota italiano (Sebenico, n. 1802 - Firenze, † 1874)

## Matematici(2)
- Niccolò Aggiunti, matematico italiano (Sansepolcro, n. 1600 - Pisa, † 1635)
- Niccolò Tartaglia, matematico italiano (Brescia, n. 1499 - Venezia, † 1557)

## Medaglisti(2)
- Niccolò Cerbara, medaglista e incisore italiano (Roma, n. 1796 - Montepulciano, † 1869)
- Niccolò di Forzore Spinelli, medaglista italiano (Arezzo, n. 1430 - Firenze, † 1514)

## Medici(4)
- Niccolò Buccella, medico italiano (Padova - Cracovia, † 1599)
- Niccolò Cevoli del Carretto, medico italiano (Savona, n. 1650 - Volterra, † 1705)
- Niccolò Gualtieri, medico, zoologo e botanico italiano (Firenze, n. 1688 - Firenze, † 1744)
- Niccolò Leoniceno, medico, botanico e umanista italiano (Lonigo, n. 1428 - Ferrara, † 1524)

## Mercanti(1)
- Niccolò Polo, mercante e esploratore italiano (Venezia - Venezia)

## Militari(2)
- Niccolò Ariosto, militare italiano (Ferrara, n. 1433 - Reggio Emilia, † 1500)
- Niccolò dell'Isola, militare italiano (Isola del Gran Sasso - L'Aquila, † 1293)

## Miniatori(2)
- Niccolò da Bologna, miniatore italiano (n. 1325 - † 1403)
- Niccolò di ser Sozzo, miniatore e pittore italiano (Siena - Siena, † 1363)

## Nobili(14)
- Niccolò Melchiorre Branciforte, nobile e politico italiano († 1509)
- Niccolò Placido I Branciforte, nobile e politico italiano (Leonforte, † 1661)
- Niccolò Fortebraccio, nobile e condottiero italiano (Sant'Angelo in Vado, n. 1389 - Fiordimonte, † 1435)
- Niccolò Gattilusio, nobile italiano (Genova - † 1409)
- Niccolò di Lesbo, nobile italiano (probabilmente a Foceavecchia - Costantinopoli, † 1462)
- Niccolò Gonzaga, nobile e ambasciatore italiano (n. 1608 - † 1665)
- Niccolò I Ludovisi, nobile italiano (Bologna, n. 1610 - Cagliari, † 1664)
- Niccolò Mauruzi da Tolentino, nobile e condottiero italiano (Tolentino - Borgo Val di Taro, † 1435)
- Niccolò II di Saint-Omer, nobile e cavaliere medievale francese († 1294)
- Niccolò Trincia Trinci, nobile italiano (Foligno - Nocera Umbra, † 1421)
- Niccolò I Zorzi, nobile italiano († 1345)
- Niccolò d'Este, nobile italiano (Ferrara, n. 1438 - Ferrara, † 1476)
- Niccolò III dalle Carceri, nobile (Nasso, † 1383)
- Niccolò Terzi, nobile italiano (Parma, n. 1406)

## Notai(1)
- Niccolò di Alife, notaio italiano (Alife - Napoli, † 1367)

## Nuotatori(2)
- Niccolò Beni, ex nuotatore italiano (Firenze, n. 1986)
- Niccolò Bonacchi, nuotatore italiano (Pescia, n. 1994)

## Orafi(1)
- Niccolò di Luca Spinelli, orafo e scultore italiano (Arezzo)

## Pallanuotisti(2)
- Niccolò Figari, pallanuotista italiano (Genova, n. 1988)
- Niccolò Gitto, pallanuotista italiano (Roma, n. 1986)

## Pallavolisti(1)
- Niccolò Lattanzi, pallavolista italiano (Spoleto, n. 1983)

## Papi(4)
- Papa Niccolò I, papa, vescovo e santo italiano (Roma - Roma, † 867)
- Papa Niccolò III, papa e cardinale italiano (Roma - Soriano nel Cimino, † 1280)
- Papa Niccolò IV, papa, vescovo cattolico e cardinale italiano (Lisciano, n. 1227 - Roma, † 1292)
- Papa Niccolò V, papa, vescovo cattolico e cardinale italiano (Sarzana, n. 1397 - Roma, † 1455)

## Patriarchi cattolici(1)
- Niccolò Pietro Bargellini, patriarca cattolico e diplomatico italiano (Bologna, n. 1630 - Roma, † 1694)

## Patrioti(1)
- Niccolò Carlomagno, patriota italiano (Verbicaro, n. 1761 - Napoli, † 1799)

## Pattinatori artistici su ghiaccio(1)
- Niccolò Macii, pattinatore artistico su ghiaccio italiano (Milano, n. 1995)

## Piloti motociclistici(2)
- Niccolò Antonelli, pilota motociclistico italiano (Cattolica, n. 1996)
- Niccolò Canepa, pilota motociclistico italiano (Genova, n. 1988)

## Pistard(1)
- Niccolò Galli, pistard e ciclista su strada italiano (Cento, n. 2002)

## Pittori(32)
- Niccolò Appiani, pittore italiano
- Niccolò Berrettoni, pittore italiano (n. 1637 - † 1682)
- Niccolò Betti, pittore italiano
- Niccolò Brancaleone, pittore e architetto italiano (Venezia)
- Niccolò Cannicci, pittore e illustratore italiano (Firenze, n. 1846 - Firenze, † 1906)
- Niccolò Cassana, pittore italiano (Venezia, n. 1659 - Londra, † 1714)
- Niccolò Cecconi, pittore italiano (Firenze, n. 1835 - Firenze, † 1901)
- Niccolò Circignani, pittore italiano (Pomarance)
- Niccolò Codazzi, pittore italiano (Napoli, n. 1642 - Genova, † 1693)
- Niccolò Codino, pittore e scultore italiano (La Spezia, n. 1899 - Lucca, † 1983)
- Niccolò Contestabile, pittore italiano (Pontremoli, n. 1759 - Firenze, † 1824)
- Niccolò Franchini, pittore e restauratore italiano (Siena, n. 1704 - † 1783)
- Niccolò Frangipane, pittore italiano
- Niccolò di Pietro Gerini, pittore italiano (Firenze, † 1415)
- Niccolò Granello, pittore italiano (n. 1553 - El Escorial, † 1593)
- Niccolò Lapi, pittore italiano (Firenze - † 1732)
- Niccolò Lapiccola, pittore italiano (Crotone, n. 1727 - Roma, † 1790)
- Niccolò Micone, pittore italiano (Genova, n. 1650 - † 1730)
- Niccolò Nannetti, pittore italiano (Firenze, n. 1674 - Firenze, † 1749)
- Niccolò Nasoni, pittore e architetto italiano (San Giovanni Valdarno, n. 1691 - Porto, † 1773)
- Niccolò di Bonaccorso, pittore e politico italiano († 1388)
- Niccolò Fattore, pittore spagnolo (Valencia, n. 1520 - Valencia, † 1583)
- Niccolò di Segna, pittore italiano (Siena - Siena)
- Niccolò di Tommaso, pittore italiano (Firenze)
- Niccolò de Simone, pittore fiammingo (Liegi)
- Niccolò Pellipario, pittore e ceramista italiano (Urbania - Urbino)
- Niccolò Pintucci, pittore italiano (Firenze, n. 1697 - Firenze, † 1770)
- Niccolò Pisano, pittore italiano (Pisa, n. 1470 - Pisa)
- Niccolò Ricciolini, pittore italiano (Roma, n. 1687 - Roma, † 1772)
- Niccolò Segota, pittore italiano (Zara, n. 1911 - Milano, † 1984)
- Niccolò Soggi, pittore italiano (Firenze, n. 1479 - Arezzo, † 1551)
- Niccolò Tornioli, pittore italiano (Siena - Roma, † 1651)

## Poeti(8)
- Niccolò Bacigalupo, poeta e drammaturgo italiano (Genova, n. 1837 - Genova, † 1904)
- Niccolò Campani, poeta italiano (Siena, n. 1478 - Roma, † 1523)
- Niccolò Capasso, poeta, teologo e letterato italiano (Grumo Nevano, n. 1671 - Grumo Nevano, † 1744)
- Niccolò Forteguerri, poeta e presbitero italiano (Pistoia, n. 1674 - Pistoia, † 1735)
- Ugo Foscolo, poeta, scrittore e drammaturgo italiano (Zante, n. 1778 - Londra, † 1827)
- Niccolò Franco, poeta e scrittore italiano (Benevento, n. 1515 - Roma, † 1570)
- Niccolò Soldanieri, poeta italiano (Firenze - Firenze, † 1385)
- Niccolò da Verona, poeta italiano

## Politici(16)
- Niccolò Acciaiuoli, politico italiano (Castello di Montegufoni, n. 1310 - Napoli, † 1365)
- Niccolò Acciaiuoli, politico italiano
- Niccolò di Piero Capponi, politico italiano (Firenze, n. 1472 - Castelnuovo di Garfagnana, † 1529)
- Niccolò da Carrara, politico italiano (Padova - Chioggia, † 1344)
- Niccolò Grassi Bertazzi, politico italiano (Acireale, n. 1933)
- Niccolò Invidia, politico italiano (Varese, n. 1989)
- Niccolò Machiavelli, politico, politologo e storico italiano (Firenze, n. 1469 - Firenze, † 1527)
- Niccolò da Uzzano, politico e umanista italiano (Firenze, n. 1359 - Firenze, † 1431)
- Nicola Panciera di Zoppola, politico italiano (San Vito al Tagliamento, n. 1827 - Zoppola, † 1907)
- Niccolò Porcinari, politico italiano (L'Aquila, n. 1411 - L'Aquila, † 1481)
- Niccolò Ridolfi, politico italiano (Firenze, n. 1444 - Firenze, † 1497)
- Niccolò Rinaldi, politico, scrittore e alpinista italiano (Firenze, n. 1962)
- Niccolò Soderini, politico italiano (Firenze, n. 1402 - Ravenna, † 1472)
- Niccolò Speciale, politico italiano (Noto - Noto, † 1444)
- Niccolò Spinelli, politico e giurista italiano (Napoli, n. 1325 - Napoli, † 1406)
- Niccolò della Scala, politico italiano (Verona, n. 1267)

## Presbiteri(1)
- Niccolò Paccanari, presbitero italiano (Borgo Valsugana, n. 1786 - Roma, † 1811)

## Produttori cinematografici(1)
- Niccolò Theodoli, produttore cinematografico italiano (Sambuci, n. 1917 - Milano, † 1988)

## Registi(1)
- Niccolò Falsetti, regista e sceneggiatore italiano (Grosseto, n. 1987)

## Religiosi(7)
- Niccolò Angelisti, religioso italiano (Petriolo, n. 1713 - Petriolo, † 1786)
- Niccolò Cicerchia, religioso e scrittore italiano (Siena, n. 1335 - † 1376)
- Niccolò Lancillotto, religioso italiano (Urbino - † 1558)
- Niccolò Liburnio, religioso e letterato italiano (Friuli - Venezia, † 1557)
- Antipapa Niccolò V, religioso e predicatore italiano (Corvaro - Avignone, † 1333)
- Niccolò Ridolfi, religioso italiano (n. 1578 - † 1650)
- Niccolò Liborio Verzoni, religioso italiano (Prato, n. 1684 - Prato, † 1754)

## Rugbisti a 15(1)
- Niccolò Cannone, rugbista a 15 italiano (Firenze, n. 1998)

## Scacchisti(1)
- Niccolò Ronchetti, scacchista italiano (Bologna, n. 1989)

## Scrittori(4)
- Niccolò Ammaniti, scrittore, regista e sceneggiatore italiano (Roma, n. 1966)
- Niccolò da Borbona, scrittore italiano (Borbona)
- Niccolò Ciminello di Bazzano, scrittore italiano (Bazzano, n. 1350 - L'Aquila, † 1430)
- Niccolò Tucci, scrittore e giornalista italiano (Lugano, n. 1908 - New York, † 1999)

## Scultori(7)
- Niccolò Baroncelli, scultore italiano (Firenze - Ferrara, † 1453)
- Niccolò da Cornedo, scultore italiano (Cornedo Vicentino, n. 1405 - Vicenza, † 1453)
- Niccolò Menghini, scultore italiano (Roma, n. 1610 - Roma, † 1665)
- Niccolò dell'Arca, scultore italiano (Bologna, † 1494)
- Niccolò di Piero Lamberti, scultore e architetto italiano (Firenze)
- Niccolò di Giovanni Fiorentino, scultore e architetto italiano (Grassina, n. 1418 - Sebenico)
- Niccolò Roccatagliata, scultore italiano (Genova - Venezia, † 1629)

## Storici(8)
- Niccolò Barozzi, storico e patriota italiano (Venezia, n. 1826 - Venezia, † 1906)
- Niccolò Del Re, storico e bibliotecario italiano (Roma, n. 1914 - Roma, † 2005)
- Niccolò Comneno Papadopoli, storico, giurista e teologo italiano (Candia, n. 1655 - Padova, † 1740)
- Niccolò Rodolico, storico e scrittore italiano (Trapani, n. 1873 - Firenze, † 1969)
- Nicolò Smereglo, storico italiano (Vicenza)
- Niccolò Speciale, storico italiano (Noto)
- Niccolò Toppi, storico e bibliografo italiano (Chieti, n. 1607 - Napoli, † 1681)
- Marcello Venuti, storico e archeologo italiano (Cortona, n. 1700 - † 1755)

## Storici della scienza(1)
- Niccolò Guicciardini, storico della scienza italiano (Firenze, n. 1957)

## Teologi(1)
- Niccolò Balbani, teologo italiano (Lucca, n. 1522 - Ginevra, † 1587)

## Umanisti(3)
- Niccolò Borghesi, umanista e letterato italiano (Siena, n. 1432 - Siena, † 1500)
- Niccolò Della Luna, umanista italiano (Firenze, n. 1410 - Firenze)
- Niccolò Perotti, umanista, filologo e arcivescovo cattolico italiano (Sassoferrato - Sassoferrato, † 1480)

## Velisti(1)
- Niccolò Bertola, velista italiano (Roma, n. 1987)

## Vescovi(1)
- Niccolò di Butrinto, vescovo e diplomatico lussemburghese (Lussemburgo - Toul, † 1316)

## Vescovi cattolici(9)
- Niccolò Bianchini, vescovo cattolico italiano (Scansano, n. 1689 - Scansano, † 1750)
- Niccolò de Carbio, vescovo cattolico italiano (Calvi dell'Umbria - Assisi, † 1273)
- Niccolò Maltraversi, vescovo cattolico e diplomatico italiano (Melfi, † 1243)
- Niccolò degli Arcioni, vescovo cattolico italiano († 1355)
- Niccolò da Durazzo, vescovo cattolico, teologo e diplomatico italiano (Durazzo - Viterbo, † 1276)
- Niccolò da Sinizzo, vescovo cattolico italiano (L'Aquila - L'Aquila, † 1294)
- Niccolò Tornabuoni, vescovo cattolico italiano (Firenze, n. 1533 - Sansepolcro, † 1598)
- Niccolò d'Aragona, vescovo cattolico italiano († 1586)
- Niccolò Maria d'Este, vescovo cattolico italiano (Ferrara - Ferrara, † 1507)

## Violinisti(1)
- Niccolò Paganini, violinista, violista e chitarrista italiano (Genova, n. 1782 - Nizza, † 1840)

## Senza attività specificata(6)
- Niccolò Campriani, ex tiratore a segno italiano (Firenze, n. 1987)
- Niccolò Colonna, italiano (Palestrina - Palestrina, † 1410)
- Niccolò II d'Este, marchese (Ferrara, n. 1338 - Ferrara, † 1388)
- Niccolò III d'Este, marchese (Ferrara, n. 1383 - Milano, † 1441)
- Niccolò I Sanudo, duca († 1341)
- Niccolò dei Salimbeni, italiano (Siena)